# Fontaine-réservoir Sainte-Marie
La fontaine-réservoir Sainte-Marie est une fontaine située à Rouen, en France.

## Localisation
La fontaine-réservoir Sainte-Marie est située dans le département français de la Seine-Maritime, sur la commune de Rouen, rue Louis-Ricard et rue Sainte-Marie, à proximité du musée des Antiquités et à l'emplacement d'un ancien cirque.

## Historique
Inaugurée le 26 octobre 1879 par Alexandre Barrabé, elle est l'œuvre de l'architecte Édouard Deperthes et du sculpteur Alexandre Falguière, gagnants d'un concours auquel participait Bartholdi. Son coût initial est estimé à 282 000 francs. Le sculpteur animalier Victor Peter réalise la pratique du cheval et du bœuf, tandis qu'Alphonse Guilloux réalise la pratique des enfants, allégories des eaux du Robec et de l'Aubette.
L'ensemble, éclairé au gaz, est électrifié en 1919. Le système de commande est supprimé en 1977. Le calcaire employé étant de mauvaise qualité, plusieurs restaurations ont dû être effectuées au fil du temps. Les Amis des Monuments Rouennais permettent en 1914 une remise en état. La dernière restauration a lieu en 1983 par l'entreprise Lanfry.
La fontaine et le réservoir sont classés au titre des monuments historiques en 1995. Elle est toujours un des principaux réservoirs alimentant la ville en eau potable.